# Facultad Regional La Plata (UTN)
La Facultad Regional La Plata (FRLP) es una de la 30 facultades regionales de la Universidad Tecnológica Nacional de la Argentina.

## Historia
La Universidad Tecnológica Nacional (UTN), que originalmente nació como Universidad Obrera Nacional (UON), ha sido una institución clave en la educación superior de Argentina desde su creación en 1948. A lo largo de casi ocho décadas, la UTN ha evolucionado significativamente, formando a miles de profesionales que han contribuido al desarrollo industrial y tecnológico del país.
La historia de la UTN se remonta a la creación de la Universidad Obrera Nacional, establecida mediante la Ley Nº 13.229, sancionada el 19 de agosto de 1948. Esta universidad fue concebida con un propósito claro: ofrecer educación superior a personas trabajadoras egresadas de escuelas técnicas que deseaban convertirse en profesionales de la ingeniería sin tener que abandonar sus empleos
La propuesta educativa centraba en un enfoque teórico-práctico, diseñado para permitir a estudiantes cursar clases en horario vespertino. Modelo que se respeta hasta la actualidad, los estudiantes cursan sus carreras en bandas horarias definidas.
Luego de la aprobación del Reglamento de Organización y Funcionamiento por el Decreto 8.814 del 7 de octubre de 1952, el 17 de marzo de 1953, la UON abrió sus puertas en sus primeras Facultades Regionales en Buenos Aires, Córdoba, Mendoza, Rosario y Santa Fe. Estas facultades fueron estratégicamente ubicadas en las principales ciudades del país, respondiendo a las necesidades productivas y económicas de cada región.
La Facultad Regional La Plata, fue creada el 28 de enero de 1954 junto con las Facultades de Bahía Blanca y Tucumán, las primeras carreras ofrecidas en esta Facultad fueron Ingeniería de Fábrica en Construcciones Mecánicas, Construcciones Electromecánicas, Química Industrial y Construcciones de Obra. Los cursos comenzaron en abril de 1954 en las instalaciones de la Escuela Normal Nacional Nº1 "Mary O. Graham". El acto inaugural se realizó el 19 de mayo de 1954, con la presencia del rector y el gobernador de la provincia de Buenos Aires.
En el año 1961, el Gobierno Nacional le transfirió un predio de más de siete hectáreas en la esquina de las calles 60 y 124 de la ciudad de Berisso. Hasta entonces el predio era considerado zona portuaria del Puerto La Plata.  A mediados de la década de 1960, se concretó la construcción del edificio propio, y la facultad se mudó a su ubicación actual.
En 1965, luego de algunos cambios en sus denominaciones las carreras comenzaron a llamarse Ingeniería Mecánica, Ingeniería Eléctrica, Ingeniería Química e Ingeniería en Construcciones. Posteriormente, en 1986, se sumó la carrera de Ingeniería en Sistemas de Información, y en 1996, la de Ingeniería Industrial.
Actualmente, la Facultad Regional La Plata cuenta con un predio de más de siete hectáreas y una superficie cubierta de 17.534 m², que incluye aulas, laboratorios, biblioteca, anfiteatros, un salón de actos, un comedor, un predio deportivo, y áreas de administración y servicios. A lo largo de su historia, la facultad ha graduado a más de 4.500 profesionales en diversas especialidades de grado, y a más de 500 en carreras de posgrado, y continúa en constante crecimiento, reafirmando su compromiso con el desarrollo nacional.

## Carreras

### de Grado
- Ingeniería:
  - Ingeniería Civil.
  - Ingeniería en Energía Eléctrica.
  - Ingeniería Industrial.
  - Ingeniería Mecánica.
  - Ingeniería Naval. (suspendido el ingreso)
  - Ingeniería Química.
  - Ingeniería en Sistemas de Información.

### Posgrados
- Doctorados:
  - Doctorado en Ingeniería - Mención Materiales.

- Maestrías:
  - Maestría en Ingeniería Ambiental.
  - Maestría en Administración de Negocios (MBA).
  - Maestría en Tecnología de los Alimentos.
  - Maestría en Docencia Universitaria.

- Especialización:
  - Especialización en Higiene y Seguridad en el Trabajo.
  - Ingeniería Laboral.
  - Especialización en Ingeniería en Sistemas de la Información
  - Especialización en Ingeniería Gerencial
  - Especialización e Ingeniería Ambiental